# Tyrone Braxton
Tyrone Braxton é um ex-jogador profissional de futebol americano estadunidense que foi campeão da temporada de 1998 da National Football League jogando pelo Denver Broncos.